# Meds (cântec)
Meds este single-ul cu numărul douăzeci și cinci al trupei de rock alternativ Placebo, lansat pe 9 octombrie 2006, și cel de-al patrulea single de pe cel de-al cincilea album, Meds. Din cauza faptului că „Because I Want You” a fost lansat numai în Marea Britanie, este considerat a fi al treilea single de pe albumul Meds.
Acest cântec a beneficiat de aportul vocal al cântăreței Alison Mosshart, cunoscută publicului drept „VV” de la The Kills. Referitor la această colaborare, Brian Molko spunea: „Întotdeauna am fost de părere că iubirea este un lucru destul de narcisist. Îți place să te vezi reflectat în perechea ta. Nu că aș fi fost vreodată împreună cu vreuna dintre ele (notă: cea de-a doua persoană despre care vorbește Brian aici este Asia Argento, cu care colaborase anterior), dar cred că sunt femei foarte frumoase. Și un duet sună întotdeauna mai bine cu cineva față de care ești atras.”
B-side-ul „UNEEDMEMORETHANINEEDU” a fost inclus pe ediția americană a albumului Meds.

## Lista melodiilor

Coperta variantei 7 inch a single-ului „Meds”

### 2-track CD
1. „Meds”
2. „Lazarus”

### Enhanced CD
1. „Meds”
2. „UNEEDMEMORETHANINEEDU”
3. „Space Monkey” (Timo Maas remix)
4. „Meds” (video)

### 7"
1. „Meds”
2. „UNEEDMEMORETHANINEEDU”

## Despre versuri
Din punct de vedere al versurilor, piesa poate fi considerată esența albumului: vorbește despre nesiguranță, despre dependențe de tot felul și despre relații nefericite. „Versiunea originală a cântecului Meds era foarte diferită de cea pe care am înregistrat-o.” spune Molko. „'Meds' vorbește despre pierderea propriei identități, despre faptul că ajungi să nu te mai recunoști. Te simți pierdut, disperat, și nu mai știi ce gândești și ce simți cu adevărat. E un sentiment extrem de deranjant, nu numai pentru mine, ci pentru toată lumea, și am vrut să îl exprim.”

## Despre videoclip
Regizat de David Mould, videoclipul este o incursiune în universul trupei, fiind unul dintre cele mai personale clipuri ale lor. Trupa este prezentată de-a lungul unei întregi zile de turneu, în autobuz, în hotel, pe parcursul unui interviu și pe scenă. În mijlocul acțiunii se găsește un Brian Molko dezorientat, plictisit de statutul de vedetă și de abuzuri și obsedat de imaginea unei femei.
Scenele cu Placebo pe scenă au fost filmate la concertul susținut de trupă în cadrul festivalului Colmar Wine.